# プルナシン β-グルコシダーゼ
プルナシン β-グルコシダーゼ(Prunasin beta-glucosidase、EC 3.2.1.118)は、以下の化学反応を触媒する酵素である。
(R)-プルナシン + 水{\displaystyle \rightleftharpoons }D-グルコース + マンデロニトリル
従って、この酵素の基質は(R)-プルナシンと水の2つ、生成物はD-グルコースとマンデロニトリルの2つである。
この酵素は加水分解酵素、特にO-及びS-グリコシル化合物加水分解酵素に分類される。系統名は、プルナシン β-D-グルコヒドロラーゼ(prunasin beta-D-glucohydrolase)である。その他、prunasin hydrolase等とも呼ばれる。